# 葛西警察署
葛西警察署（かさいけいさつしょ）は、警視庁が管轄する警察署の一つである。第七方面本部所属。
江戸川区の南部を管轄している。
署員数およそ370名、識別章所属表示はTH。

## 所在地
- 東京都江戸川区東葛西六丁目39番1号
  - 最寄駅：東京地下鉄東西線葛西駅

## 施設
- 代用監獄（留置場）

## 管轄区域
江戸川区のうち、以下の町丁を管轄。特記のないものはその町丁の全域を管轄。
- 松江地域の一部
  - 船堀一・二・三・四・五・六・七丁目
- 瑞江地域の一部
  - 一之江町
  - 二之江町
  - 春江町五丁目（春江町一・二・三・四丁目は小松川警察署の管轄）
  - 西瑞江五丁目（西瑞江二・三・四丁目は小松川警察署の管轄。なお、西瑞江一丁目は現存しない）
  - 江戸川五・六丁目（江戸川一・二・三・四丁目は小松川警察署の管轄）
- 葛西地域
  - 西葛西一・二・三・四・五・六・七・八丁目
  - 北葛西一・二・三・四・五丁目
  - 中葛西一・二・三・四・五・六・七・八丁目
  - 南葛西一・二・三・四・五・六・七丁目
  - 東葛西一・二・三・四・五・六・七・八・九丁目
  - 宇喜田町
  - 堀江町
  - 清新町一・二丁目
  - 臨海町一・二・三・四・五・六丁目

## 沿革
- 1982年（昭和57年）5月：葛西警察署開設。小松川警察署からの分離開設。

## 組織
- 警務課
- 会計課
- 交通課
- 警備課
- 地域課
- 刑事組織犯罪対策課
- 生活安全課

## 交番
- 船堀駅前交番（江戸川区船堀三丁目6番1号）
- 葛西橋東交番（江戸川区西葛西一丁目15番14号）
- 共栄橋交番（江戸川区中葛西三丁目27番11号）
- 東葛西五丁目交番（江戸川区東葛西四丁目19番7号）
- 西葛西駅前交番（江戸川区西葛西六丁目15番1号地先）
- 南葛西交番（江戸川区南葛西三丁目16番9号）
- 清新町交番（江戸川区清新町二丁目8番6号）
- 江戸川六丁目交番（江戸川区江戸川六丁目7番地）
- 臨海公園交番（江戸川区臨海町六丁目2番5号）
- 葛西駅前交番（江戸川区中葛西五丁目43番21号）

## 駐在所
- 宇喜田駐在所（江戸川区宇喜田町1035番地）
- 東葛西九丁目駐在所（江戸川区東葛西九丁目4番9号）